# Z-Wave

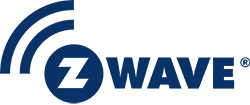
logo z

Z-Wave es un protocolo de comunicaciones inalámbricas utilizado principalmente para domótica. Es una red en malla que utiliza ondas de radio de baja energía para comunicarse de un aparato a otro, permitiendo el control inalámbrico de electrodomésticos y otros dispositivos, como control de iluminación, sistemas de seguridad, termostatos, ventanas, cerraduras, piscinas y garaje abrepuertas. Al igual que otros protocolos y sistemas destinados al mercado de automatización del hogar y la oficina, un sistema de automatización Z-Wave puede controlarse a través de Internet desde un mando inalámbrico, un teclado numérico montado en la pared o a través de teléfonos inteligentes, tabletas o computadoras, con una puerta de enlace Z-Wave o un dispositivo de control central que sirve tanto como el controlador central y el portal hacia el exterior.  Proporciona interoperabilidad entre los sistemas de control doméstico de diferentes fabricantes que forman parte de su alianza. A partir de mayo de 2017, hay más de 1.700 productos Z-Wave interoperables. 

### Historia
En 2018, cientos de IoT fueron afectados por un ataque informático del tipo downgrade en el protocolo Z-Wave.